# 内湖 (土卫六)
内湖（Neagh Lacus）是在土星最大的卫星土卫六上发现的众多碳氢化合物湖之一，由液体甲烷和乙烷所组成并被太空探测器“卡西尼号”探测到。
该湖位于土卫六表面北纬81.11度、西经32.16度处，一处靠近北极的区域，土卫六上的大部分湖泊都位于该地区。它长约 98 公里并以北爱尔兰内湖所命名。